# Weiglathal

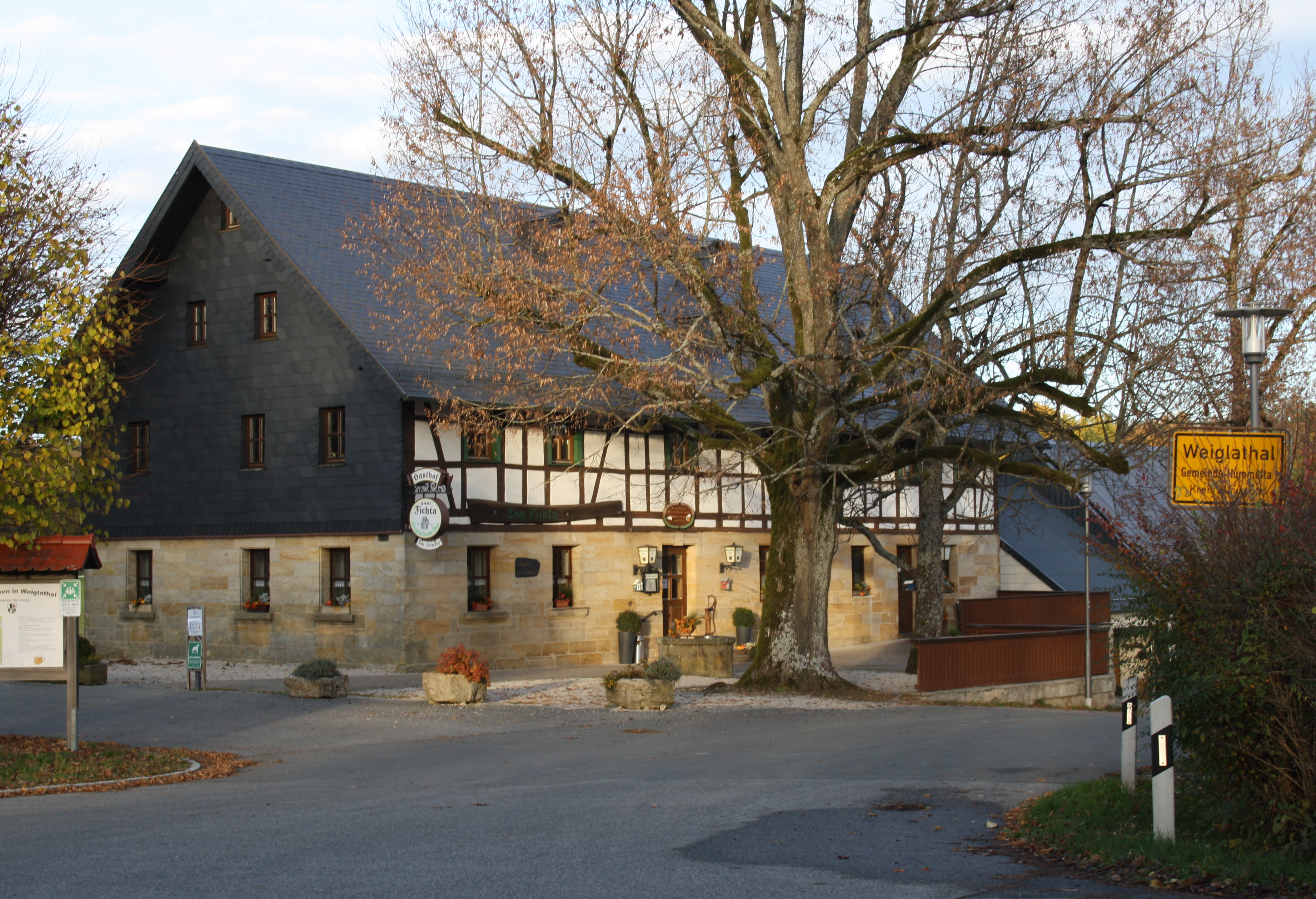
Brauereigasthof Weiglathal

Weiglathal ist ein Gemeindeteil der Gemeinde Hummeltal im  Landkreis Bayreuth (Oberfranken, Bayern). Weiglathal liegt in der Gemarkung Hinterkleebach.

## Geografie
Der Weiler liegt in einer Rodungsinsel an der Mühlleite, einer Anhöhe der nördlichen Fränkischen Schweiz. Im Osten fällt das Gelände ins Püttlachtal ab. Beim Ort entspringt der Langwiesenbach, ein rechter Zufluss der Fichtenohe.
Die aus dem Norden von der Kreisstraße BT 5 kommende Kreisstraße BT 43 läuft am westlichen Ortsrand vorbei und führt südwärts weiter zur Staatsstraße 2184, in die sie bei der östlich von Trockau gelegenen Anschlussstelle der Bundesautobahn 9 einmündet.

## Geschichte
Gegen Ende des 18. Jahrhunderts bestand Weiglathal aus 5 Anwesen. Die Hochgerichtsbarkeit sowie die Dorf- und Gemeindeherrschaft standen dem bayreuthischen Stadtvogteiamt Bayreuth zu. Grundherren waren das Hofkastenamt Bayreuth (2 Viertelhöfe), die Pfarrei Lindenhardt (2 Sölden) und das Gotteshaus Lindenhardt (1 Gut). Letzteres unterstand in der Hochgerichtsbarkeit abweichend dem bayreuthischen Amt Pegnitz.
Von 1797 bis 1810 unterstand der Ort dem Justiz- und Kammeramt Bayreuth. Mit dem Gemeindeedikt wurde Weiglathal dem 1812 gebildeten Steuerdistrikt Hinterkleebach zugewiesen. Zugleich entstand die Ruralgemeinde Weiglathal. Sie war in Verwaltung und Gerichtsbarkeit dem Landgericht Bayreuth zugeordnet und in der Finanzverwaltung dem Rentamt Bayreuth. In der freiwilligen Gerichtsbarkeit unterstanden drei Anwesen bis 1819 dem Patrimonialgericht Lindenhardt. Mit dem Gemeindeedikt von 1818 erfolgte die Eingemeindung nach Hinterkleebach. Am 1. Mai 1978 wurde Weiglathal im Zuge der Gebietsreform in Bayern in die Gemeinde Hummeltal eingegliedert.
Ein beliebtes Ausflugsziel ist der Brauereigasthof Weiglathal, wo seit 1870 Bier gebraut wird.

### Einwohnerentwicklung
| Jahr      | 001819 | 001822 | 001861 | 001871 | 001885 | 001900 | 001925 | 001950 | 001961 | 001970 | 001987 | 002022 |
| Einwohner | 33     | 35     | 39     | 38     | 36     | 41     | 46     | 30     | 30     | 25     | 26     | 28     |
| Häuser    |        | 6      |        |        | 6      | 7      | 7      | 7      | 8      |        | 9      |        |
| Quelle    | [ 10 ] | [ 6 ]  | [ 11 ] | [ 12 ] | [ 13 ] | [ 14 ] | [ 15 ] | [ 16 ] | [ 17 ] | [ 18 ] | [ 19 ] | [ 1 ]  |

## Religion
Weiglathal ist seit der Reformation evangelisch-lutherisch geprägt und nach St. Michael (Lindenhardt) gepfarrt.

## Verkehr
Der ÖPNV bedient den Weiler an einer Haltestelle der Buslinie 372 des VGN. Der am schnellsten erreichbare Bahnhof befindet sich in Creußen an der Bahnstrecke Schnabelwaid–Bayreuth und der nächste Fernbahnhof ist der Hauptbahnhof in Bayreuth.